# Guitar Hero: Smash Hits
Guitar Hero: Greatest Hits (в США — Guitar Hero: Smash Hits) — музыкальная видеоигра и четвертое ответвление от основной серии Guitar Hero. В игре представлены 48 песен из предыдущих частей — Guitar Hero , Guitar Hero II , Guitar Hero Encore: Rocks the 80s, и Guitar Hero III: Legends of Rock . Все песни поддерживают возможность использовать барабаны, микрофон и две гитары. Игра разработана студией Beenox совместно с Neversoft и издана Activision для консолей PlayStation 2, PlayStation 3, Wii, и Xbox 360 16 июня 2009 года.

## Сюжет
Бог Рока предлагает музыкантам контракт на тур «Вокруг Света» за деньги и альбомы, но те отказываются так как у них уже много денег и альбомов. Но Бог Рока уговорил их показав им « Артефакт Рока» сказав что он «питается рок-душами» которые восхищены концертом. Но музыканты замечают что-то неладное, потому что вовремя подготовки к выходу на сцену в Северном Полюсе у них было очень холодно, а у Бога тепло, джакузи и девушки; музыканты переезжали с концерта на концерт на грузовичке, а Бог на самолете. Музыканты требуют компенсации за неудобства у Бога но он не выдает их так как билеты распроданы. Позже Бог Рока пытается убежать с артефактом, но музыканты останавливают его, так как узнали что он- Дьявол Лу, который пытался украсть души для ада. Музыканты отправились в Атлантиду и встречают настоящего Бога Рока, который заточён в клетку. Бог Рока объясняет музыкантам, что если Артефакт переполнится Рок-Душами, то он (Артефакт) взорвется, что освободит Бога Рока. Музыканты помещают Лу на островок, чтобы он не сбежал во время " спасательного " концерта. Музыканты переполняют Артефакт, и он взрывается, из за чего клетка взрывается, а Демон Лу падает с островка обратно в Ад. Бог благодарит музыкантов и дарит им возможность попасть в « Холл Славы» в раю и стать богами. Но они отказались, сказав что любят Землю. Бог Рока подумал и решил сделать концерт, чтобы показать как они любят Землю.

## Список песен
Guitar Hero:
- Blue Öyster Cult — «Godzilla»
- Boston — «More Than A Feeling»
- Deep Purple — «Smoke On The Water»
- Franz Ferdinand — «Take Me Out»
- Helmet — «Unsung (Live)»
- Incubus — «Stellar»
- Joan Jett & The Blackhearts — «I Love Rock N' Roll»
- Ozzy Osbourne — «Bark At The Moon»
- Pantera — «Cowboys From Hell (Live)»
- Queen — «Killer Queen»
- Queens Of The Stone Age — «No One Knows»
- The Donnas — «Take It Off»
- The Exies — «Hey You»
- White Zombie — «Thunder Kiss '65»

Guitar Hero II:
- Alice In Chains — «Them Bones»
- Avenged Sevenfold — «Beast And The Harlot»
- Danzig — «Mother»
- Foo Fighters — «Monkey Wrench»
- Iron Maiden — «The Trooper»
- Jane's Addiction — «Stop!»
- Kansas — «Carry On Wayward Son»
- Lamb Of God — «Laid To Rest»
- Lynyrd Skynyrd — «Free Bird»
- Mötley Crüe- «Shout At The Devil»
- Nirvana — «Heart-Shaped Box»
- Rage Against The Machine — «Killing In The Name»
- Reverend Horton Heat — «Psychobilly Freakout»
- Rush — «YYZ»
- Stone Temple Pilots — «Trippin' On A Hole In A Paper Heart»
- The Police — «Message In A Bottle»
- The Sword — «Freya»
- Warrant — «Cherry Pie»
- Wolfmother — «Woman»

Guitar Hero III: Legends of Rock:
- AFI — «Miss Murder»
- DragonForce — «Through The Fire And Flames»
- Heart — «Barracuda»
- Kiss — «Rock And Roll All Nite»
- Living Colour — «Cult Of Personality»
- Pat Benatar — «Hit Me With Your Best Shot»
- Priestess — «Lay Down»
- Slayer — «Raining Blood»

Guitar Hero Encore: Rocks the 80s
- Anthrax — «Caught In A Mosh»
- Extreme — «Play With Me»
- Judas Priest — «Electric Eye»
- Poison — «Nothin' But A Good Time»
- Ratt — «Round and Round»
- Twisted Sister — «I Wanna Rock»

Guitar Hero: Aerosmith
- Aerosmith — «Back In The Saddle»

## Отзывы
| Сводный рейтинг | Сводный рейтинг | Сводный рейтинг | Сводный рейтинг |
| Издание         | Оценка          | Оценка          | Оценка          |
| Издание         | PS3             | Wii             | Xbox 360        |
| --------------- | --------------- | --------------- | --------------- |
| GameRankings    | 74,08 %         | 70,92 %         | 72,43 %         |